# 日本とバングラデシュの関係
日本とバングラデシュの関係（にほんとバングラデシュのかんけい、ベンガル語: বাংলাদেশ-জাপান সম্পর্ক、英語: Japanese-Bangladeshi relations）は1972年2月10日の国交樹立により始まった。日本はバングラデシュの11番目の輸出貿易相手国となっている。バングラデシュからの輸入額は後発開発途上国からの全輸入額全体の26％を占め、これはカンボジアに次いで2番目の数字である。バングラデシュから日本への主要輸入品目には革製品、既製服、冷凍エビが含まれる。2004年時点で、日本はアメリカ合衆国、イギリス、マレーシアに次いで4番目の直接投資国となっている。バングラデシュとの関係において日本が政治的な目標とするものには、国際連合安全保障理事会の安保理改革への支援、加工品輸出の市場確保などがある。日本はバングラデシュにとって重要な開発援助相手国となっている。
2023年時点で、在日バングラデシュ人の数は24,940人、在バングラデシュ日本人の数は1,122人となっている。
初代バングラデシュ大統領ムジブル・ラフマンの娘のシェイク・ハシナ首相によると、バングラデシュの国旗を制定するときに「父は日本の日の丸を参考にした」とされる。
2024年アワミ連盟党首のハシナ首相が失脚した政変では、日本のODA援助で建設され一部完成し1日35万人が利用していた地下鉄が、暴徒の襲撃により２つの駅の窓や券売機が破壊され、券売機の補充がつかず、数か月の運行停止の見込みとなり、延伸工事もストップ（2024年8月現在）となっている。

## 外交使節

### 在バングラデシュ日本国大使館
- 住所：Plot No. 5, Dutabash Road, Baridhara, Dhaka-1212

### 在バングラデシュ日本大使
| - 小山田隆（1972 - 1975年） - 吉岡一郎（1976 - 1978年） - 伊藤博教（1978 - 1980年） - 大塚博比古（1980 - 1983年） - 小林俊二（1983 - 1985年） - 田中義具（1985 - 1988年） - 井口武夫（1988 - 1991年） | - 齋木俊男（1991 - 1993年） - 竹中繁雄（1993 - 1995年） - 金子義和（1995 - 1999年） - 浦部和好（1999 - 2000年） - 小林二郎（2001 - 2003年） - 堀口松城（2003 - 2006年） - 井上正幸（2006 - 2009年） | - 篠塚保（2009 - 2011年） - 佐渡島志郎（2011 - 2015年） - 渡邉正人（2015 - 2017年） - 泉裕泰（2017 - 2019年） - 伊藤直樹（2019年 - ） |

### 駐日バングラデシュ大使館
- 住所：東京都千代田区紀尾井町3-29
- アクセス：東京メトロ有楽町線麹町駅1番出口

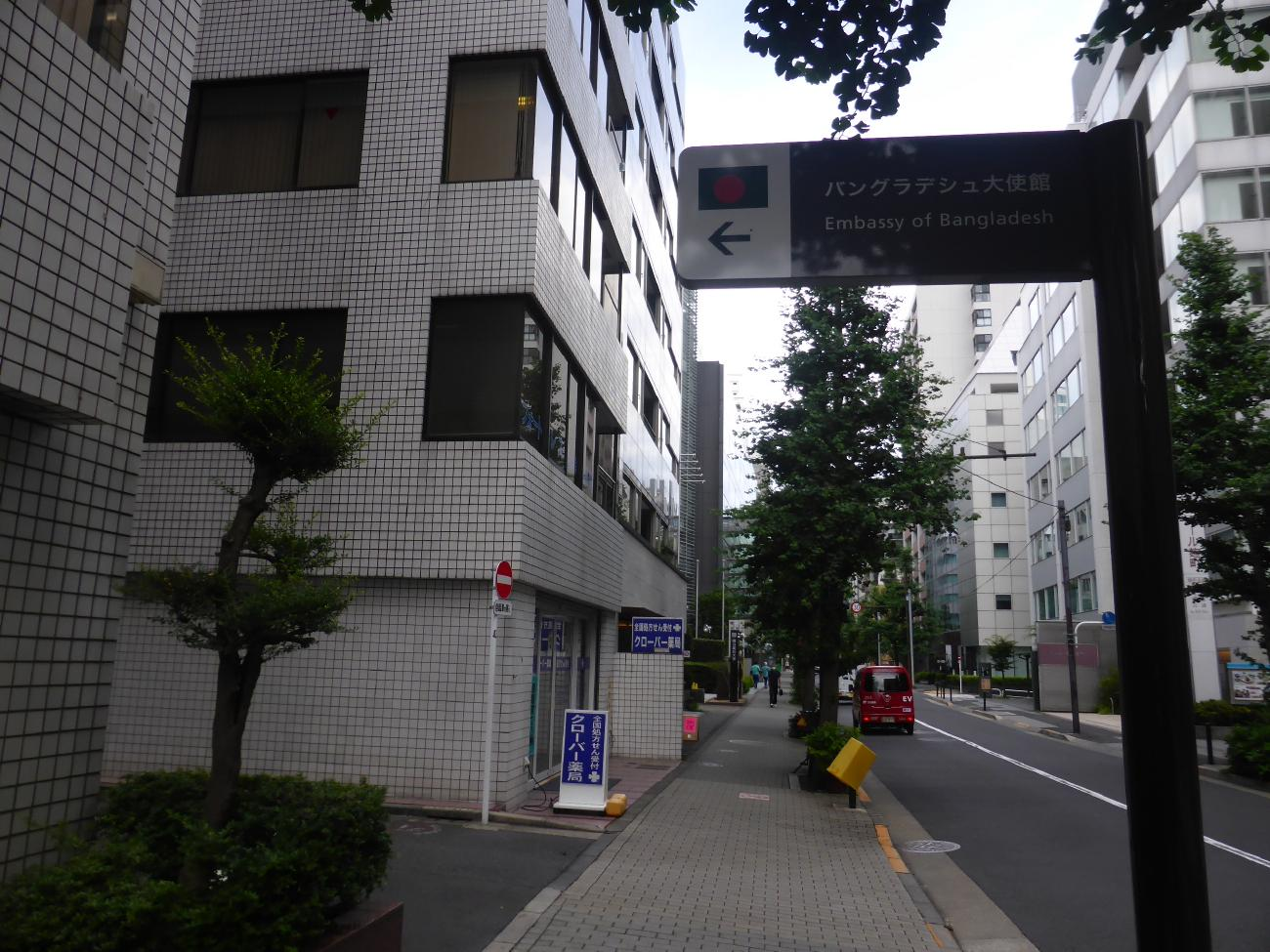
バングラデシュ大使館は大通りに面していない
バングラデシュ大使館全景
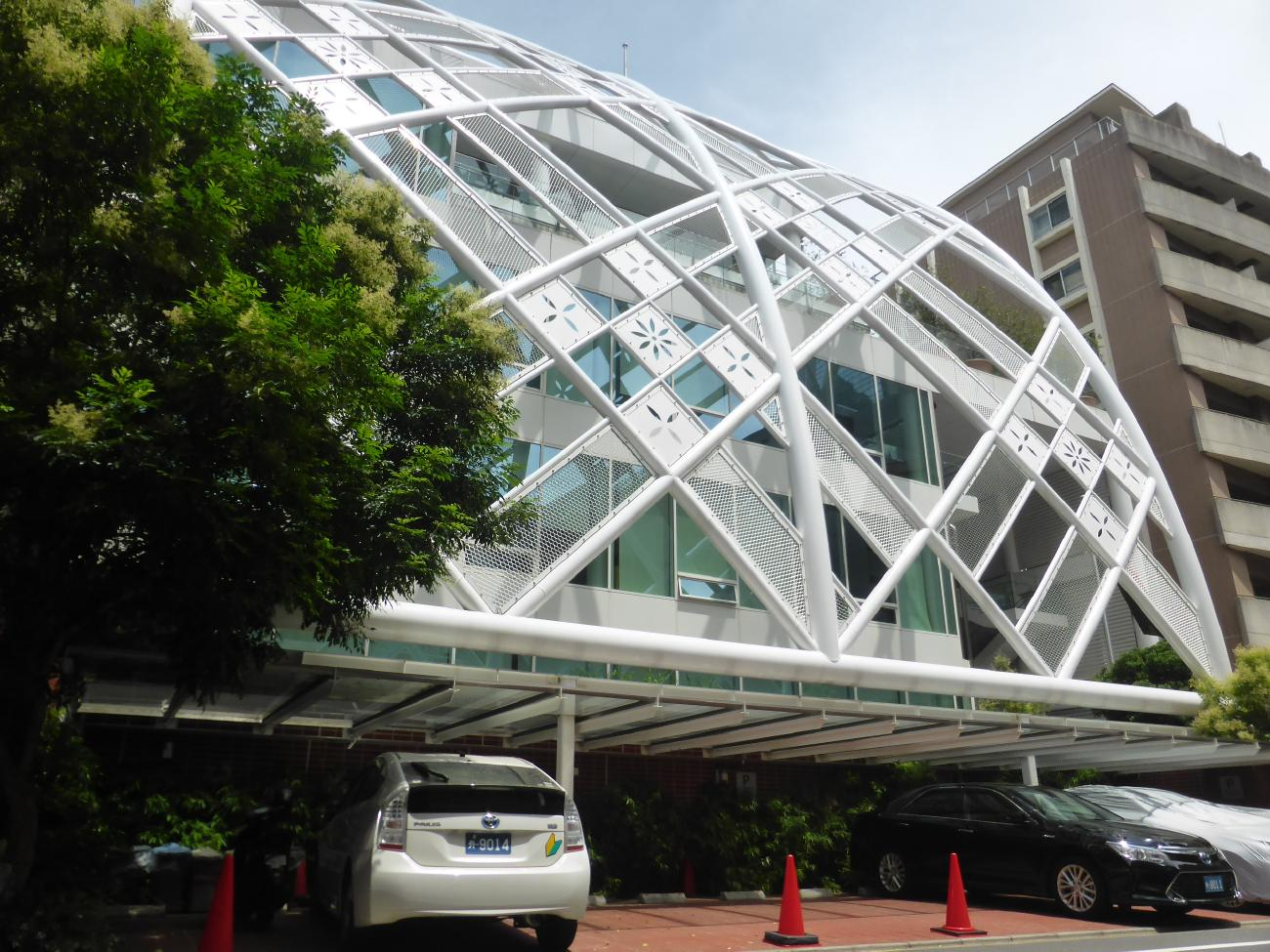
バングラデシュ大使館の外壁には日よけ
バングラデシュ大使館表札

### 在日バングラデシュ大使
| 代 | 氏名                                  | 在任期間        | 官職名       | 備考                     |
| -- | ------------------------------------- | --------------- | ------------ | ------------------------ |
| 1  | モノランジャン・ダール                | 1972年 - 1973年 | 特命全権大使 | 信任状捧呈は6月27日 初代 |
| 2  | アブドゥル・ムンタクイム・チョードリ  | 1973年 - 1976年 | 特命全権大使 | 信任状捧呈は7月10日      |
| 3  | ムスタファ・カマル                    | 1976年 - 1979年 | 特命全権大使 | 信任状捧呈は10月19日     |
| 4  | マンズール・アーメド・チョードリ      | 1979年 - 1982年 | 特命全権大使 | 信任状捧呈は7月16日      |
| 5  | M・マティウル・ラーマン               | 1982年 - 1985年 | 特命全権大使 | 信任状捧呈は11月5日      |
| 6  | A・K・N・アーメド                     | 1985年 - 1988年 | 特命全権大使 | 信任状捧呈は2月27日      |
| 7  | A・K・M・ヘダエトウル・ハック         | 1988年 - 1991年 | 特命全権大使 | 信任状捧呈は4月22日      |
| 8  | モハマッド・アブ・ヘナ                | 1991年 - 1992年 | 特命全権大使 | 信任状捧呈は5月10日      |
| 9  | マーブブル・ハク                      | 1993年 - 1994年 | 特命全権大使 | 信任状捧呈は4月19日      |
| 10 | S・M・ラシッド・アーメッド            | 1994年 - 1999年 | 特命全権大使 | 信任状捧呈は10月7日      |
| 11 | ジャミル・マジッド                    | 1999年 - 2002年 | 特命全権大使 | 信任状捧呈は6月17日      |
|    | カジ・アブドゥル・カディール          | 2002年 - 2002年 | 臨時代理大使 |                          |
| 12 | モハメッド・セラジュル・イスラム      | 2002年 - 2006年 | 特命全権大使 | 信任状捧呈は9月27日      |
|    | A・K・M・マジブル・ラーマン・ブイヤン | 2006年 - 2006年 | 臨時代理大使 |                          |
| 13 | アシュラフ・ウッド・ドウラ            | 2006年 - 2010年 | 特命全権大使 | 信任状捧呈は8月29日      |
|    | A・K・M・マンズルル・ハック           | 2010年 - 2010年 | 臨時代理大使 |                          |
| 14 | A・K・M・マジブル・ラーマン・ヴィアン | 2010年 - 2011年 | 特命全権大使 | 信任状捧呈は11月22日     |
|    | ジボン・ロンジョン・モジュムデル      | 2011年 - 2012年 | 臨時代理大使 |                          |
| 15 | マスード・ビン・モメン                | 2012年 - 2015年 | 特命全権大使 | 信任状捧呈は11月14日     |
|    | ジボン・ロンジョン・モジュムデル      | 2015年 - 2016年 | 臨時代理大使 |                          |
| 16 | ラバブ・ファティマ                    | 2016年 - 2019年 | 特命全権大使 | 信任状捧呈は4月13日      |
|    | サヒダ・アクタール                    | 2019年 - 2020年 | 臨時代理大使 |                          |
| 17 | シャハブッディン・アーメド            | 2020年 - 2024年 | 特命全権大使 | 信任状捧呈は9月30日      |
|    | シャー・アスィフ・ラーマン            | 2024年 - 2025年 | 臨時代理大使 |                          |
| 18 | ムハンマド・ダウド・アリ              | 2025年 -        | 特命全権大使 | 信任状捧呈は1月23日      |